# John Shakespeare
John Shakespeare (* um 1530 in Snitterfield bei Stratford-upon-Avon; begraben 8. September 1601 in Stratford-upon-Avon) war der Vater von William Shakespeare.
John Shakespeare – zeitgenössisch meist Shakspere geschrieben – wurde um 1530 als Sohn von Richard Shakespeare geboren, einem einfachen Bauern aus dem Dorf Snitterfield, das wenige Kilometer nordöstlich von Stratford-upon-Avon liegt. Trotz seiner bescheidenen Herkunft erreichte er später im Leben eine geachtete gesellschaftliche Stellung. Von Beruf war er Handschuhmacher (glover) und „whittawer“ (d. h., er produzierte Dinge aus weichem Weißleder). Erstmals aktenkundig wurde John Shakespeare 1552, als er einen Shilling Strafe für einen Unrathaufen vor seinem Haus bezahlte. In den folgenden Jahren übernahm er eine Reihe kommunaler Aufgaben: 1556 wurde er „Borough Ale Taster“, der außer für die Qualität des Biers auch für die Einhaltung von Maßen und Preisen im Bezirk zuständig war. Zwei Jahre später stieg er zum „constable“, d. h. einer Art Polizisten auf. Ab 1559 übernahm er die Ämter des „affeeror“ (Schlichters), des „burgess“ (Bürgervertreters), 1562 „chamberlain“ (Stadtkämmerers) und wurde einer von 14 aldermen (Ratsherrn). 1568 wurde John Shakespeare schließlich „high bailiff“ (Bürgermeister) von Stratford, wobei er zwar nicht die meisten Stimmen erhalten hatte, aber als einziger zur Amtseinsetzung erschien.
Seine soziale Stellung verbesserte er vor allem durch die Heirat (wahrscheinlich 1557) mit Mary Arden, einer Tochter von Robert Arden, einem Gutsbesitzer und seinem Pachtherrn.
John und Mary Shakespeare hatten acht Kinder, von denen drei schon früh starben: Joan (1558 geboren – im selben Jahr verstorben), Margaret (1562–1563), William (1564–1616), Gilbert (1566–1611), Joan (1569–1646), Anne (1571–1579), Richard (1574–1612) und Edmund (1580–1607).

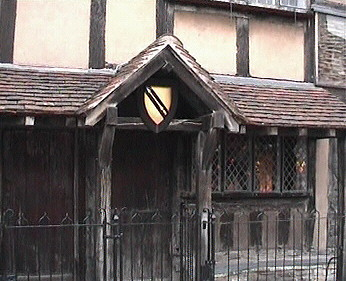
Shakespeares Wappen über der Tür zu dem Haus in Stratford

In den 1570er Jahren bewarb sich John Shakespeare um ein Wappen für seine Familie, doch wurde sein Gesuch abgelehnt. 1596 beantragte dann sein Sohn William Shakespeare, damals bereits ein berühmter Schauspieler, Stückeschreiber und Londoner Geschäftsmann, ein Wappen für seinen Vater. Dieses wurde 1599 gewährt. Es zeigt unter anderem die Farben der Familie Arden und den Sinnspruch „non sans droict“ („nicht zu Unrecht“).
Ab 1576 kam es zur schweren wirtschaftlichen Krise der Shakespeares: Notverkäufe und Verschuldung waren die Folge, John Shakespeare ging nicht mehr zur Ratsversammlung, von der er schließlich 1586 ausgeschlossen wurde. Möglicherweise musste William in dieser Zeit seinen Schulbesuch abbrechen.
Einige Hinweise in den Quellen werden oft in dem Sinn interpretiert, dass John Shakespeare dem Katholizismus anhing, obwohl dieser im England seiner Zeit verboten war. Sein wirtschaftlicher Niedergang wird mit der intensiven Katholikenverfolgung der 1570er- und 1580er-Jahre in Verbindung gebracht. Die Katholiken weigerten sich, den anglikanischen Gottesdienst zu besuchen, weshalb die Obrigkeit die Kirchgänger durch Agenten erfassen ließ und in zunehmendem Maß hohe Geldstrafen verhängte. Es scheint, dass auch die Shakespeares in den 1570er-Jahren nicht mehr in die Kirche gingen. Die These vom Kryptokatholizismus der Familie Shakespeare ist aber trotz intensiver Diskussion sehr umstritten.
Im 18. Jahrhundert beschrieb der Shakespeare-Forscher Edmond Malone ein ihm vorliegendes Dokument, das von John Shakespeare unterschrieben gewesen sei und in dem er seine Treue zur katholischen Kirche erklärt habe. Der Wortlaut der Erklärung geht auf eine Schrift von Kardinal Carlo Borromeo zurück. Die Authentizität des Dokuments ist umstritten, inzwischen gilt als wahrscheinlich, dass es sich um eine Fälschung handelt.